# Garanhuns
Garanhuns är en stad och kommun i östra Brasilien och ligger i delstaten Pernambuco. Centrala Garanhuns hade år 2010 cirka 112 000 invånare, och år 2014 var det cirka 136 000 invånare i hela kommunen. Garanhuns växte fram från gårdar som anlades i området under 1700-talet, och distriktet Garanhuns bildades 1777. Man fick kommunrättigheter den 28 september 1887.

## Administrativ indelning
Kommunen var år 2010 indelad i fyra distrikt:
- Garanhuns
- Iratama
- Miracica
- São Pedro